# Erioptera (Meterioptera) halterata
Erioptera (Meterioptera) halterata is een tweevleugelige uit de familie steltmuggen (Limoniidae). De soort komt voor in het Oriëntaals gebied.